# Thule (bedrijf)
Thule is een Zweeds beursgenoteerd bedrijf gespecialiseerd in outdoor- en kampeermateriaal. Het hoofdkwartier is gevestigd in Malmö. 

## Geschiedenis
Het bedrijf werd in 1942 opgericht door Erik Thulin in Hillerstorp toen hij vismateriaal produceerde onder die naam. Gedurende de daaropvolgende jaren werd het assortiment uitgebreid met sneeuwkettingen, een skirek (1962), een autobagagerek (1964), een skibox (1977) en een trekhaakfietsdrager (1992). 
Sinds 2005 worden ook kampeerwagens, caravans en toebehoren gemaakt en in 2011 worden ook fietskarren aan het gamma toegevoegd.  
In de jaren 70 werden de producten ook buiten Scandinavië afgezet. In 1979 werd het bedrijf verkocht aan de Eldon Group. In 1999 nam EQT (VS) Thule over om het in 2004 door te verkopen aan Candover (VK). In 2007 werd het een onderdeel van Nordic Capital (VS). Het bedrijf werd in 2014 op de beurs Nasdaq Stockholm genoteerd.

## Merken
Volgende merknamen vallen onder de Thule Group
- Thule
- Case Logic (VS), opbergzakken
- Chariot, fietskarren
- Yepp, fietszitjes

## België en Nederland
Thule heeft vestigingen in Menen (BE) en Utrecht (NL).